# 恋歌〜ラブソングス 紀香とマチャミが贈る愛と別れの名曲ベスト
恋歌〜ラブソングス 紀香とマチャミが贈る愛と別れの名曲ベスト（こいうた〜らぶそんぐす のりかとまちゃみがおくるあいとわかれのめいきょくべすと）は、日本テレビで2008年8月26日から4週間にわたって放送された音楽特番。司会は藤原紀香と久本雅美、そして日本テレビアナウンサーの羽鳥慎一が務めた。
2008年8月12日で打ち切りとなった『THE M』に代わり、秋の改編期までの間のつなぎ番組として放送された。視聴者からリクエスト曲とその曲にまつわるエピソードを募集、再現VTRなどを交えて紹介するのが主な内容で、毎回以下の異なるテーマが定められていた。
- 第1夜「泣ける歌ベスト」
- 第2夜「夏の終わりに聴きたい歌ベスト」
- 第3夜「ラブバラードベスト」
- 第4夜「青春ソングベスト」

## スタッフ
- 構成：沢口義明 / 高梨武志、坂本茜、金森匠
- TM：古川誠一
- SW：安藤康一
- CAM：木村博靖
- MIX：川合亮
- AUD：小境健太郎
- PA：吉田岳
- VE：佐藤満
- VTR：舘野真也
- モニター：紺野智宏
- LD：下平好実（共立）
- 技術協力：NiTRo、Can
- 美術：高津光一郎
- デザイン：本田恵子
- 美術協力：日テレアート
- 編集・MA：aai、e-naスタジオ
- TK：桜井えみこ
- 音効：佐藤裕
- CG：ゴッズ
- リサーチ：デグナ
- 協力：ORICON
- 写真提供：アフロ
- 制作協力：モスキート、イー・カンパニー、オフィスKR、安寿
- 演出補：下井大介、本多絵美、岡部憲道
- AP：棚橋砂予
- デスク：寺田マユミ、川村雅美
- ディレクター：鈴木豊人、小笠原豪、三井保夫、永井大輔、萩原哲也、藤原耕治、阿部聡、錦織信彦、大嶋伸夫、吉岡賢祐、杉岡士朗、豊永満
- 演出：高谷和男
- プロデューサー：南波昌人、江成真二、吉田一浩 / 長谷川賢一、日向野明、本橋武夫、安藤優子、村上早苗、林はる佳
- チーフクリエーター：藤井淳
- 製作著作：日本テレビ